# Testa o croce (film 1982)
Testa o croce è un film del 1982 diretto da Nanni Loy.
Il film si compone di due episodi, con protagonisti Renato Pozzetto e Nino Manfredi.

## Trama

### Episodi

#### La pecorella smarrita
Don Remigio Reggioli è lo zelante viceparroco di un'isola sul Lago d’Orta. Durante un viaggio in treno da Laveno a Varese per andare in visita al vescovo della fittizia Diocesi di Varese (nella realtà Varese non è sede vescovile, in quanto parte della Diocesi di Milano), mentre si trova senza tonaca, riceve casualmente un colpo in testa da una bottiglia lanciata da una bambina. La botta ricevuta fa perdere completamente la memoria a Remigio, tanto che incontra una donna che lo accoglie in casa sua, avvia con lei una intensa relazione sentimentale, fino a quando non ritrova la memoria nuovamente su un treno, per via di una bottiglia lanciata nuovamente dalla bimba che aveva causato il precedente incidente.

#### Il figlio del beduino
Un operaio edile scopre per sbaglio suo figlio, diciassettenne giocatore nelle giovanili della Roma, in atteggiamenti equivoci con un compagno di squadra. Da quel momento la paura che il figlio possa essere omosessuale diventa un'ossessione a tal punto che l'apparente relazione tra il figlio e la propria compagna Stefania non lo scuote ma anzi lo rassicura. Quando infine il povero padre si rassegna ad aver perso la sua donna per mano di suo figlio si scopre invece che il giovane calciatore stava solo confessando la sua confusione interiore a Stefania e non la stava importunando.

Padre Remigio (Renato Pozzetto) nell'episodio La pecorella smarrita

Paolo Stoppa nell'episodio Il figlio del beduino

## Produzione

### Riprese
Il piccolo paese dove Don Remigio è viceparroco, è in realtà Orta San Giulio.

## Accoglienza

### Incassi
Il film è stato l'ottavo maggiore incasso nella stagione cinematografica italiana 1982-83 con oltre 10 miliardi di lire.